# Faubourg Saint-Antoine

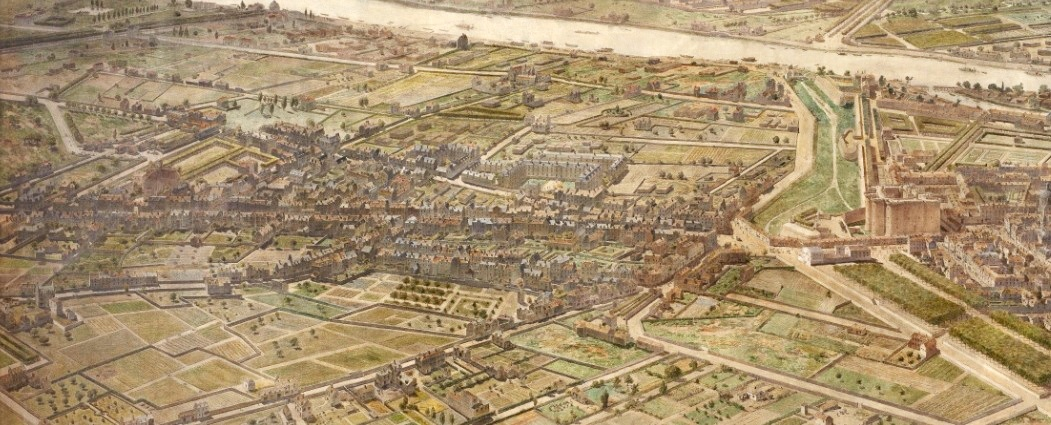
Předměstí v roce 1789, pohled od severu

Faubourg Saint-Antoine (tj. předměstí svatého Antonína) bylo východní předměstí Paříže, které se rozkládalo za městskými hradbami v prostoru dnešního 11. a 12. obvodu.

## Historie
Osídlení se nacházelo v blízkosti opatství Saint-Antoine-des-Champs a vyvíjelo se pod ochranou tamních opatů.
Předměstím procházela hlavní cesta – Rue du Faubourg-Saint-Antoine, která byla prodloužením Rue Saint-Antoine. Rue Saint-Antoine vedla k opatství z centra Paříže. Hranici mezi oběma ulicemi tvořily pařížské hradby a vše, co se nacházelo mimo zdi (extra muros), bylo nazýváno jako předměstí.
Dne 2. července 1652 zde proběhla bitva mezi královskou armádou, které velel Henri de La Tour d'Auvergne de Turenne, a voskem Frondy, které velel Velká Condé.
V roce 1712 bylo předměstí, které doposud patřilo k farnosti Saint-Paul, přifařeno k farnosti Sainte-Marguerite.
Dne 16. května 1750 zatkl policista v Rue des Nonnains-d'Hyères malé dítě, které se dopustilo bezvýznamného přestupku. Matka svým pláčem vzbudila celou čtvrť a brzy se rozšířila fáma, že Ludvík XV. nechává unášet děti ve věku 5 až 10 let, které jsou obětovány, a jejich krev je použita pro lázně krále a jeho dvořanů. Na předměstí vypukla vzpoura. 22. a 23. května se nepokoje rozšířily i do sousedních čtvrtí Porte Saint-Denis, Butte Saint-Roch a carrefour de la Croix-Rouge. Zhruba 2000 lidí se vydalo na cestu do Versailles. Střetli se s královským vojskem, které je rozprášilo. Když se Ludvík XV. dozvěděl o této vzpouře, rozhodl se o odvetu. Nechal postavit se z Versailles do Saint-Denis a Compiègne novou silnici, která se vyhýbala Paříži. Ta se nazývala route de la Révolte (cesta vzpoury).
Během Červencové revoluce se na předměstí střetli povstalci a královské vojsko.